# Район 2 (Хошимин)
Район 2 (вьет. Quận 2) — бывший городской район города Хошимин (Вьетнам). По состоянию на 2010 год, в районе проживало 140 621 человек. Площадь района составляла 50 кв. км².
1 января 2021 с одобрения постоянного комитета национального собрания, район 2 был объединен с районами 9 и Тхудык, образовав муниципальный город Тхудык.

## Географическое положение
Район 2 граничил с районом 9 на востоке, с районами 1, 4 и Биньтхань, с провинцией Донгнай и районом 7 на юге, с районами 9 и Тхудык на севере.

## Администрация
Район 2 состоял из 11 городских кварталов (вьетн. phường):
1. Анлойдонг
2. Анкхань
3. Анфу
4. Биньан
5. Бинькхань
6. Биньчынгдонг
7. Биньчынгтэй
8. Катлай
9. Тханьмилой
10. Тхаодьен
11. Тхутхьем

## Инфраструктура

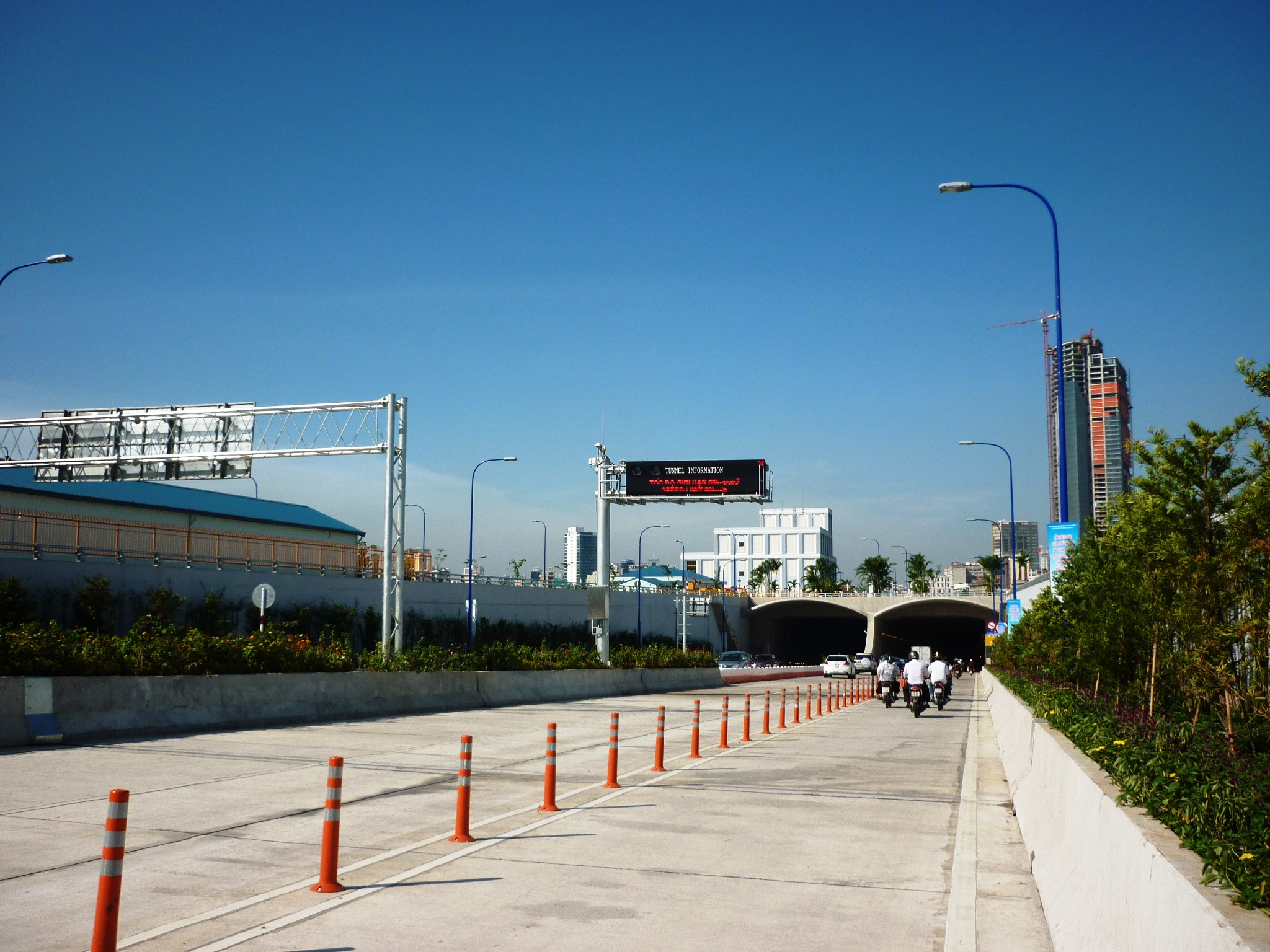
Тоннель Тхутхиэм (Thủ Thiêm)

В прошлом Район 2 был одним из самых бедных районов Хошимина, поскольку был отделён от центра города рекой Сайгон. Тем не менее, к 2021 году среди районов города стал одним из самых приоритетных для инвестиций. Ожидалось, что завершение строительства моста Тхутхьем в 2008 году и тоннеля Тхутхьем в 2011 году поддержит развитие новой одноимённой городской зоны. Тоннель Тхутхьем соединял район 2 с районом 1 (центром города). Другой связью Района 2 с центральной частью города является мост Тхутхьем, который соединяет район 2 и район Биньтхань.
Менее зажиточные сельскохозяйственные рабочие района 2 были вынуждены переехать в рамках мер по расчистке трущоб. Дома с соломенными крышами были заменены многоэтажными домами и виллами. Были построены детские сады, начальные и средние школы. Строительство университетов в районе 2 не планировалось из-за планов по сформированию «университетской деревни» в районе Тхудык по плану городского правительства. Рядом с жилым районом разместилась торгово-экономическая зона с современными небоскрёбами.
В районе 2, особенно в квартале Тхаодьен, проживает большая часть экспатриантов Хошимина, и поэтому здесь находятся большое количество ресторанов, баров и магазинов, торгующих европейской едой, особенно на главной улице Сюантхой. В этом районе построено множество многоквартирных домов. Дорожное движение стало серьёзной проблемой в района 2 из-за его близости к нескольким международным школам и множества жителей, которые передвигаются на личных автомобилях. 

## Образование
В районе 2 расположено большое количество международных школ, отчасти из-за большого количества иностранцев, а также из-за его близости к Району 1. Ниже приведен список школ, которые находятся в этом районе:
- International School Ho Chi Minh City[4], 28 Võ Trường Toản Street.
- British International School Vietnam[5].
- Australian International School, Vietnam[6], 264 Mai Chí Thọ Road.
- EUROPEAN International School Ho Chi Minh City, 730 F-G-K, Lê Văn Miến Street, Thảo Điền ward.
- Deutsche Schule HCMC — The International German School (IGS)[7], 12 Võ Trường Toản Street, Thảo Điền ward.
- EtonHouse International Pre-School Franchise — An Phu[8], Somerset Vista, 628c Hanoi Highway, An Phú ward.
- The American School[9], 6 Song Hanh Road, An Phú ward.